# Kidira
Kidira è un centro abitato del Senegal, situato nella Regione di Tambacounda. Sorge sulla sponda sinistra del fiume Faleme ed è il principale posto di frontiera sul confine tra il Mali e il Senegal.

## Infrastrutture e trasporti

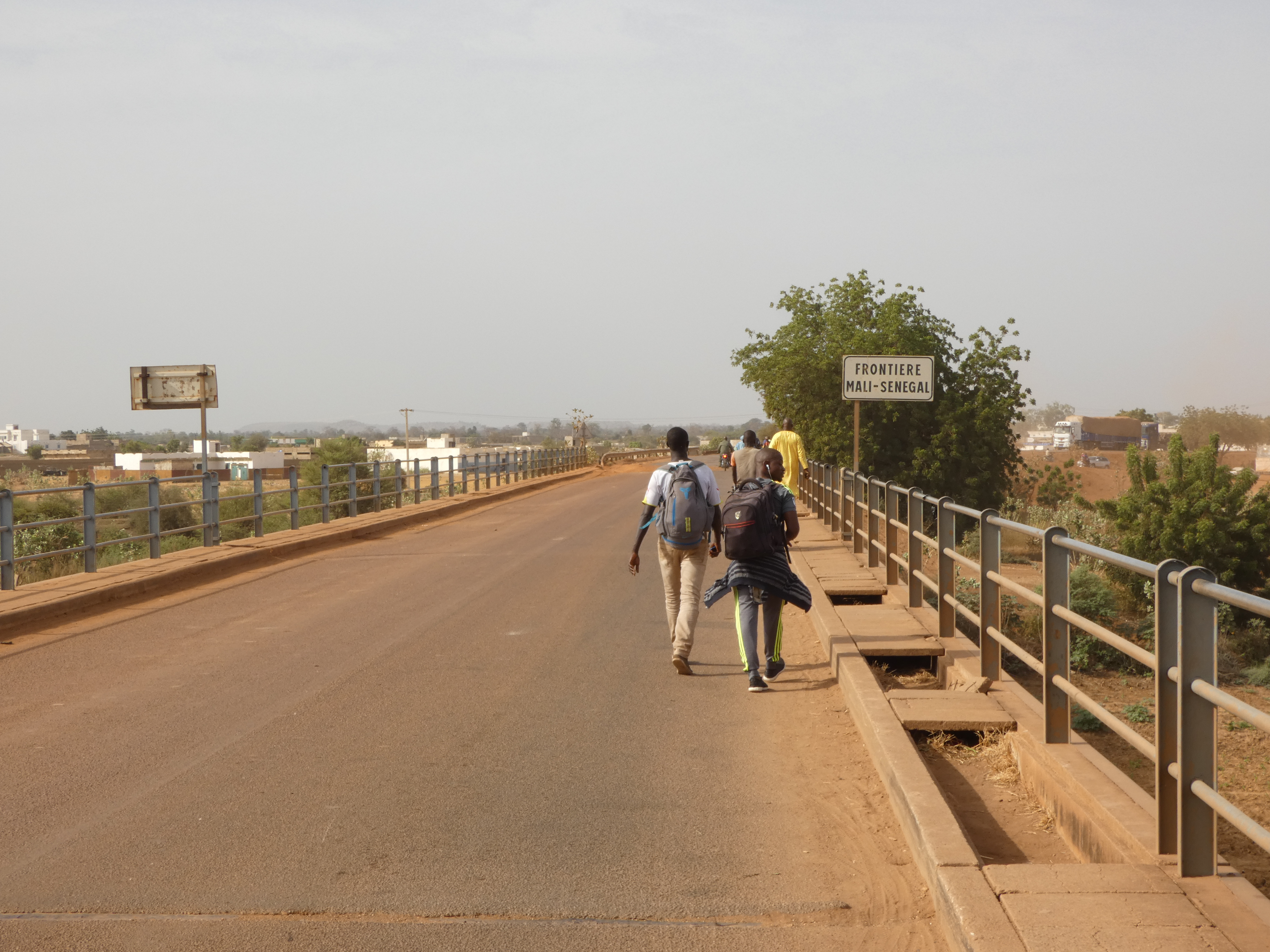
Il ponte sul Faleme a Kidira.

La cittadina è punto terminale orientale della Strada nazionale 1 e della Strada nazionale 2. Da Kidira passa anche la ferrovia Dakar-Bamako.